# Roma Tor Sapienza
Roma Tor Sapienza (wł: Stazione di Tor Sapienza) – przystanek kolejowy w Rzymie, w regionie Lacjum, we Włoszech. Znajdują się tu 2 perony.